# Musik und Licht am Hollersee

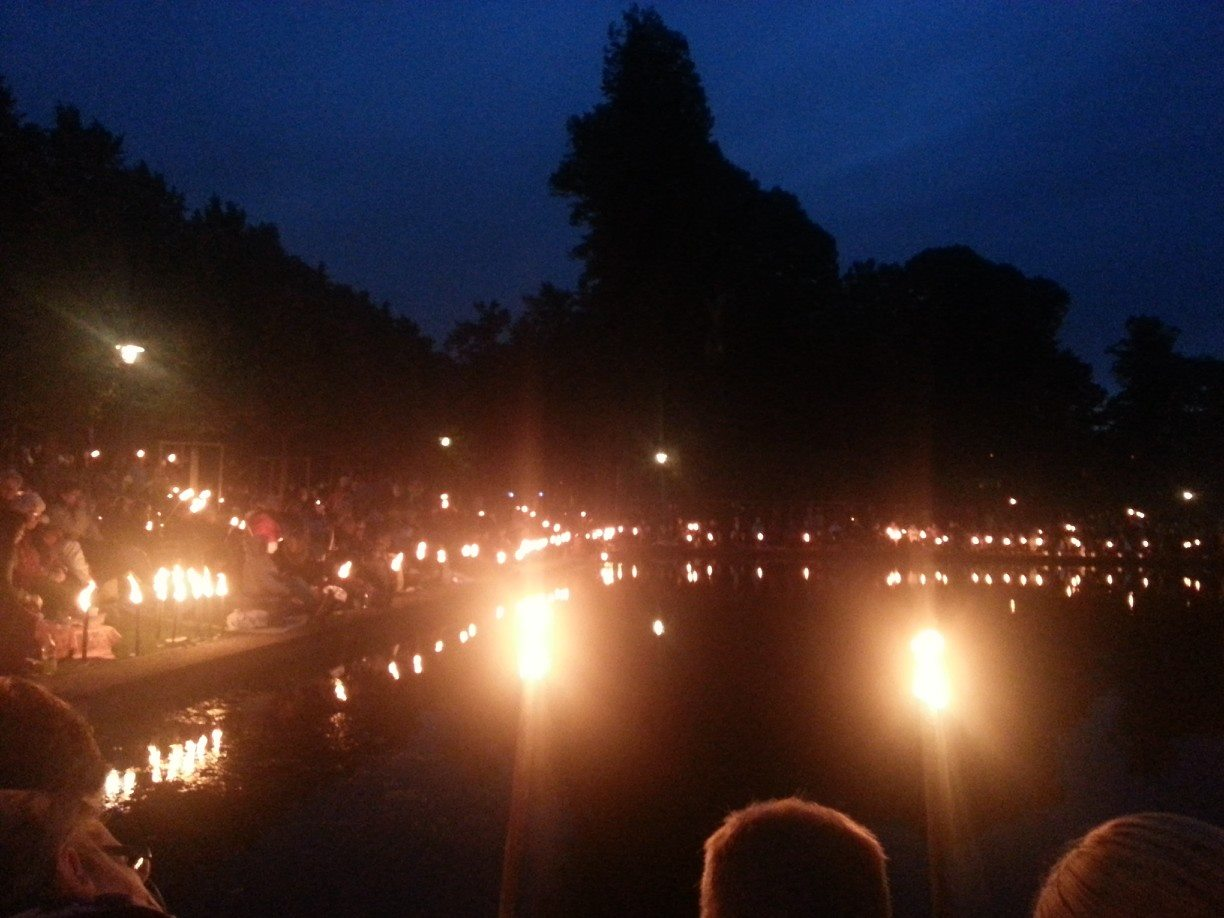
Die südöstliche Ecke des Hollersees während des Konzertes 2013

Momentaufnahme des Feuerwerks während der Feuerwerksmusik, 2016

Musik und Licht am Hollersee ist ein Umsonst-und-draußen-Freiluftkonzert, das seit 1989 jährlich an einem Sonntag Anfang bis Mitte September am Hollersee im Bremer Bürgerpark veranstaltet wird und inzwischen weit über die Grenzen der Hansestadt hinaus Bekanntheit erlangt hat.
Das Konzert wird vom Jugendsinfonieorchester der Musikschule Bremen auf einer Bühne gespielt. Die Bühne stand früher vor dem Park-Hotel und wurde später auf die Fläche am Südwestufer des Hollersees verlegt. Das Konzert wird regelmäßig von mehr als 25.000 Zuschauern besucht, die auf den Flächen um den Hollersee auf Decken oder mitgebrachten Klappstühlen sitzen und picknicken. Die Atmosphäre erinnert an die Londoner „Proms in the Park“, speziell wenn die Besucher zu fortgeschrittener Stunde Fackeln entzünden und der Hollersee in ein weites Lichtermeer getaucht wird. Die Fackeln werden an den Zuwegen verkauft, wobei der Erlös zur Hälfte dem Orchester und zur anderen Hälfte den Spielplätzen im Park zugutekommt.
Als fester Programmpunkt wird zu einem Feuerwerk Georg Friedrich Händels Feuerwerksmusik gespielt. Weitere Konstanten sind Johann Strauss’ Kaiserwalzer, Schostakowitschs Walzer Nr. 2 sowie die Interpretation berühmter Filmmusiken. Nicht selten tritt dabei ein Opernsänger des Theater Bremen als Solist auf. Den Abschluss bildet traditionell das gemeinsam gesungene Lied Der Mond ist aufgegangen.

## Termine
Die nachfolgende Auflistung gibt einen Überblick über die kalendarische Verteilung der einzelnen Veranstaltungen in den letzten Jahren.
| Jahr | Tag des Konzerts |
| ---- | ---------------- |
| 2011 | 11. September    |
| 2012 | 16. September    |
| 2013 | 8. September     |
| 2014 | 21. September    |
| 2015 | 13. September    |
| 2016 | 28. August       |
| 2017 | 10. September    |
| 2018 | 16. September    |
| 2019 | 8. September     |
| 2020 | 13. September 1  |
| 2021 | ausgefallen      |
| 2022 | 11. September    |
| 2023 | 10. September    |